# Progetto di riunificazione coreana

La bandiera dell'unificazione coreana che viene sventolata ogni qual volta le due Coree partecipano congiuntamente a un evento sportivo

Il progetto di riunificazione coreana è un disegno politico volto a riunificare la Corea del Sud e la Corea del Nord in un unico Stato.

## Storia
Benché siano due entità separate, le due Coree non hanno ancora rinunciato all'obiettivo della riunificazione. Essendo le due Coree interessate a un'integrazione, rimane da stabilire in che modo intraprenderla. Una parte della comunità internazionale auspica un'evoluzione politica in senso democratico sotto la guida del Sud (in modo simile alla riunificazione della Germania di inizio anni 1990). La questione della riunificazione, con un collasso della Corea del Nord o una graduale integrazione di quest'ultima a quella del Sud, è ancora dibattuta tra le parti che seguono il processo (le due Coree, la Cina, il Giappone, la Russia e gli Stati Uniti).
A partire dal 2000, dopo una serie di incontri tra i capi dei due Paesi, l'ONU approvò una serie di risoluzioni con le quali si auspicava la pace, la stabilità e la riunificazione della penisola.

Dopo molti anni sono stati fatti alcuni passi per raggiungere l'obiettivo: il 15 giugno 2000 Kim Dae-Jung, presidente della Corea del Sud, incontrò Kim Jong-Il, presidente della Corea del Nord. Entrambi firmarono la dichiarazione congiunta Nord-Sud, con la quale le parti si impegnavano nella ricerca di una soluzione pacifica al processo politico di riunificazione.
Come segno di distensione, le due Coree marciarono unite alla cerimonia di apertura di tre edizioni delle Olimpiadi (Sydney 2000, Atene 2004 e Torino 2006), anche se le due squadre gareggiarono separatamente. La stessa cosa si è ripetuta alle Olimpiadi invernali del 2018 in Sud Corea. 
Il 4 ottobre 2007 fu firmato, dall'allora presidente Roh Moo-hyun e dal capo della Corea del Nord Kim Jong-Il, un accordo di pace in otto punti, che prevede una cooperazione economica, il rinnovo degli accordi per i collegamenti aerei, stradali e ferroviari, e confronti al vertice per dichiarare ufficialmente il termine della guerra e riaffermare il principio di non-aggressione reciproca.
Molti analisti sostengono che l'integrazione sia già stata avviata, anche se molto lentamente, attraverso un processo di riconciliazione e di cooperazione tra i due regimi. Il confine resta fortemente presidiato e la Corea del Nord continua a sviluppare i suoi armamenti nucleari.
A causa delle recenti tensioni, Kim Jong-un ha chiesto di modificare la costituzione nordcoreana per definire il Sud come «paese ostile numero uno» e codificare l'impegno ad «occupare completamente» il territorio sudcoreano in caso di guerra, e di abolire gli enti, i simboli e i programmi di riunificazione e riconciliazione. Questa scelta ha per il momento completamente azzerato le speranze per una futura riunificazione.
Questo perché la Corea del Sud ha sempre preferito l'idea di una "riunificazione per assorbimento" simile a quella della Germania, mentre il Nord intendeva portare avanti una riunificazione secondo i 10 punti di Kim Il-sung, con la creazione di un nuovo governo neutrale con due sistemi.
Ci sono alcune strategie atte a ottenere la riunificazione coreana:
- una è la cosiddetta sunshine policy. I suoi sostenitori osservano che le sanzioni e le minacce degli Stati Uniti e della Corea del Sud abbiano danneggiato e non migliorato le prospettive di riunificazione. Sostengono infatti che se la Corea del Nord non si sentisse minacciata non avrebbe niente da perdere, ma anzi trarrebbe un guadagno a dialogare e a non sviluppare armi nucleari. La sunshine policy fu introdotta dal partito centrista sudcoreano sotto la presidenza di Kim Dae-jung. Un'idea suggerita da Lee Myung-bak è la formazione di una comunità economica coreana e di un organo consultivo;
- un'altra via, seguita dai sudcoreani, è la linea dura. Gli oppositori alla sunshine policy pensano che il dialogo con la Corea del Nord non abbia migliorato le prospettive di riunificazione, sottolineando il carattere "antidemocratico, totalitario e corrotto" del sistema nordcoreano. Credono inoltre che la Corea del Sud abbia avuto pochi benefici dal trasferimento di denaro al Nord. Molti pensano che la Corea del Sud debba ancora temere un eventuale attacco proveniente dal Nord e che ulteriori aiuti al Nord servano solo a rinforzare il regime di Kim Jong-un. L'establishment nordcoreano sostiene che si possa realizzare la riunificazione senza interferenze dall'esterno.